# McIntosh (Florida)
McIntosh es un pueblo situado en el condado de Marion, Florida, Estados Unidos. Tiene una población estimada, a mediados de 2023, de 508 habitantes.

## Geografía
La localidad está ubicada en las coordenadas 29°26′58″N 82°13′15″O / 29.44944, -82.22083. Según la Oficina del Censo, tiene una superficie de 1.84 km² de tierra y 0.001 km² de agua.

## Demografía
Según el censo de 2020, en ese momento había 463 personas residiendo en la localidad. La densidad de población era de 251.63 hab./km².
| Raza                   | Núm. | Porc.   |
| ---------------------- | ---- | ------- |
| Blancos                | 405  | 87.47%  |
| Afroamericanos         | 20   | 4.32%   |
| Asiáticos              | 1    | 0.22%   |
| Isleños del Pacífico   | 1    | 0.22%   |
| De otras razas         | 2    | 0.43%   |
| De una mezcla de razas | 34   | 7.34%   |
| Total                  | 463  | 100.00% |

Del total de la población, el 3.15% son hispanos o latinos de cualquier raza.